# エルモ (セサミストリート)
エルモ（Elmo）は、テレビ番組『セサミストリート』に登場するモンスター（マペットキャラクター）。同作の看板キャラクターとして世界的に高い知名度を有する。
1980年に初登場。1984年から2012年までマペティア（人形操者）はケビン・クラッシュ(en:Kevin Clash)。マイクで声を変えることなく、ファルセットにより地声と非常に異なるかん高い声を出している。

## 特徴
体毛は真紅で大きな鼻を持っている。非常に好奇心が強く純粋で、大人を質問攻めにすることもある。その純粋さゆえか、時として常識ではありえない勘違いをし、周囲を困惑させることもある。

## エピソード
- 1989年に『エルモの歌』（Elmo's Song）という楽曲が発表されている（作詞・作曲はエルモ本人という設定。実際の作詞・作曲者は『セサミストリート』の脚本家を務めたトニー・ゲイズ（英語版）である）。
- 1997年にはエルモが歌った楽曲を集めたベストアルバム『Sesame Street The Best Of Elmo』が発売された。発売元はソニー・ミュージックエンタテインメントの子供向けレーベルであるソニー・ワンダー（英語版）。
- 愛用の毛布を同じマペットであるゾーイに破かれていたが関係は現在のところ良好である。
- アメリカでは観光地でエルモの偽者が出没し、観光客からチップをせびる事件が多発したことがあった。犯人はおとり捜査で摘発された。
- 1996年にくすぐると笑い出す人形「くすぐりエルモ」 (Tickle Me Elmo) が爆発的に売れた。アメリカでは店頭で母親たちの奪い合いになり負傷者がでたこともある。2006年9月にアメリカで、同年12月22日に日本でくすぐりエルモの復刻版「くすぐりエルモX」（Tickle Me Elmo X、TMX（Tickle Me 10およびTen Tickle Me eXtremeの略））が発売された。ちなみにくすぐりエルモXは、2006年10月からの1年間で30万個の売上[2]。
- 2011年、ジャスティン・ビーバーがマペット「JB」としてエルモと共演、共にラップを披露した[3]。
- 2012年11月、操者のケビン・クラッシュは未成年男子への性的暴行を訴えられた。ケビンは事実に反すると訴訟、無罪が確定したものの番組を降板する事態となった[4][5]。
- 2025年7月、エルモのX（旧ツイッター）公式アカウントが乗っ取られ、反ユダヤ主義や反ドナルド・トランプ大統領の投稿など不適切な投稿が行われる事態が発生し、物議を醸した[6]。

## 映画
- エルモと毛布の大冒険　1999年アメリカ 
  - 配給：ソニー・ピクチャーズ・エンタテインメント

## 日本語吹き替え
大字は専属声優。
| 担当声優   | 担当作品 |
| ---------- | --- |
| 三ツ矢雄二 | セサミストリートスペシャル 以下の2作品 世界の国からハッピーニューイヤー エルモのクリスマス                                                                                    |
| 神代知衣   | セサミストリートスペシャル 以下の作品のみ セサミストリート危機一髪 3DOソフト『セサミストリート・ナンバーズ』 ザ・シンプソンズ シーズン11 第15話『愛の伝道師ホーマー南の島へ』 |
| 落合弘治   | セサミストリート（NHK版） エルモと毛布の大冒険 バートとアーニーのだいぼうけん                                                                                                 |
| 落合弘治   | USJのアトラクション |
| 松本健太   | セサミストリート（テレビ東京版、DVD版、Youtube版、U-NEXT版、NHK Eテレ『エルモのおうちで遊ぼう』）                                                                             |

## 批判と論争
『セサミストリート』のファンは、エルモの著名な地位が、オスカー、ビッグバード、カウント伯爵、プレーリー・ドーン、グローバー、クッキーモンスターのような、より古いキャラクターの役割を大幅に削減したとして不満を表明している。一部のファンは、「セサミストリート」からカーミットを恒久的に立ち去らせたとしてエルモを非難している（ただし、カーミットは厳密にはセサミストリートには「ゲスト出演」している形であり、セサミストリート固有のキャラクターではない）。エルモは「セサミストリート」の伝統主義者によって「小さな赤い脅威（Little Red Menace）」と呼ばれている。
セサミワークショップに寄せられるFAQに、エルモが自分のことを自分の名前の三人称で呼ぶ（自分を"I"ではなく"Elmo"と話す）不適切な英語を使うことで、多くの未就学児がその行動を模範するというものがある。それに対してこう回答されている。「3歳児と同じく、彼は常に適切な英語を話すスキルや知識を持っているとは限りません」。なお、このような行動は通常2～3歳児には普遍的にみられる行動である。